# Casual (subkultur)
 For alternative betydninger, se Casual. (Se også artikler, som begynder med Casual)
Casual betegner en et tilhørsforhold til en sportsklub som supportere.

## Historie
Casual-stilen stammer, som de fleste andre fankulturer, fra Storbritannien. Oprindeligt er casuals hooligans, der brød ud af mængden da politiet fik færden af de voldsomme tilskueruroligheder og begyndte at eftersøge hooligansne.
I 1980'erne så man få folk på stadions, som ikke bar klubbens farver, men dyrt tøj fra europæiske designere. Dette gjorde det nemmere for dem at undgå politiet, samt at ordne slåskampe mod modstanderhold hvor de forskellige firms(grupper) mødtes på pubs og andre steder, for at komme i håndgemæng med hinanden.
Tøjet de bar, stammede fra moden i Italien og Frankrig, som man importerede under udebaneture i 1970'erne. Senere kom mærker som Aquascutum, FILA, Berghaus og Kappa ind på scenen. Casuals var nu et udpræget syn på de europæiske tribuner.
I Danmark var stilen ikke udbredt på det tidspunkt.
Casual-stilen fladede lidt ud, og man hørte ikke så meget til den gennem medierne. Da halvfemserne kom, havde mange unge mænd nu taget tøjstilen til sig, nu var det blevet populært at være casual af udseende(tøjstilen). Ikke ret mange vidste hvad "rigtige" casuals var, men det lærte man hen af vejen.